# A La Via
A La Via ist eine 1997 gegründete historisierende Band aus dem Rheinland.

## Bandgeschichte
Die Band wurde von den sechs Musikern 1997 gegründet. Der Name „A La Via“ ist altprovenzalisch und bedeutet „auf dem Weg“ oder auch „aus dem Weg!“.

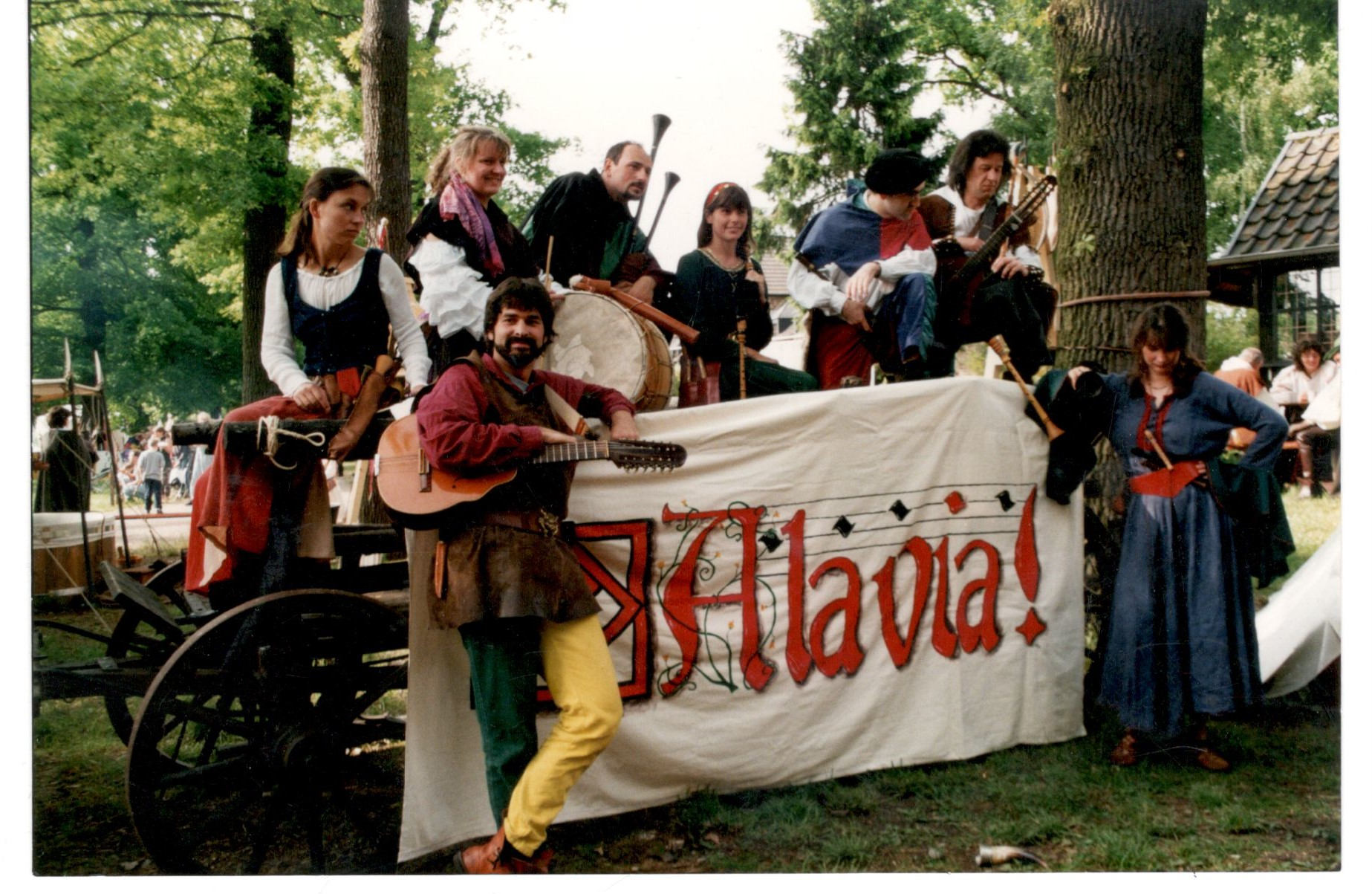
A la via!

Ihr bislang einziges Album erschien 2001 über das Label Emmuty Records aus Marl, das von Roland Kempen von Die Streuner betrieben wird, der das Album auch produzierte.

## Musikstil
Mit einem Repertoire aus Mittelalter- und Renaissance-Musik spielen A La Via vorwiegend auf Mittelaltermärkten, historischen Festen und Banketten.
A La Via verwenden wie viele andere Gruppen der Musik der Mittelalterszene Dudelsäcke und Trommeln, benutzen darüber hinaus aber auch eine große Zahl unterschiedlicher historischer Musikinstrumente. Auf Basis historischer Musikvorlagen kreieren A La Via vorwiegend eigene Arrangements. Neben ihrem Debütalbum A La Via! existieren von A la Via zahlreiche Veröffentlichungen auf CD-Compilations.

## Weitere Projekte
Malleus ist ein Mittelalter-Rock-Projekt der Gruppen A La Via, Annwn und Die Streuner, bei dem mittelalterliche Stücke sowohl mit historischen als auch mit modernen Instrumenten wie E-Gitarre, Bass und Keyboard interpretiert werden. 2002 erschien eine inzwischen vergriffene Maxi-CD von Malleus mit drei Stücken.

## Diskografie

### Alben
- 2001: Album A La Via! (Emmuty Records)[4]

### Beiträge zu Kompilationen
- 2001: Janoscha (Maxi-Version) auf Miroque Vol. VII
- 2002: Elfentanz auf Drachenfest Soundtrack – Das Treffen Der Spielleute
- 2006: Ay Linda Amiga auf Miroque Romantisches Mittelalter
- 2007: Falalalan auf Miroque – In Taberna
- 2007: An dro Gallego auf Miroque Vol. XIV
- 2008: Ich muoz klagen auf Miroque Romantisches Mittelalter II
- 2008: Ngholon auf Spielmannstränen III
- 2009: Lhandinis Fantasia / Bärentanz auf Miroque Markt-Musik
- 2009: Son Ar Chistre (Part 1) und Bar Ar Chistre (Part 2) auf Mittelalter Party Vol. 1